# Меликукко
Меликукко (итал. Melicucco) — коммуна в Италии, расположена в области Калабрия, подчиняется административному центру  метропольный город Реджо-ди-Калабрия.
Население коммуны, на 01.01.2024 года, составляет 4858 человек, плотность населения — 764,63 чел./км². Занимает площадь 6 км². 
Почтовый индекс — 89020. Телефонный код — 0966.
Покровителем коммуны почитается святитель Николай, Мирликийский Чудотворец, празднование 6 декабря.